# 南海单极虫
南海单极虫（学名：Thelohanellus nanhaiensis）为单极科单极虫属的动物。在中国，分布于广东等，营寄生生活，寄生在鲫的鳃。